# Myrtjärnen (Mora socken, Dalarna)
Myrtjärnen är en sjö i Mora kommun i Dalarna och ingår i Dalälvens huvudavrinningsområde.